# Франц Егон фон Фюрстенберг
Франц Егон фон Фюрстенберг-Хайлигенберг (на немски: Franz Egon von Fürstenberg-Heiligenberg, на френски: François-Egon de Fürstenberg; * 10 април 1626, Хайлигенберг; † 1 април 1682, Кьолн) е имперски княз от фамилията Фюрстенберг-Хайлигенберг, 89-ият епископ на Мец (1658 – 1663) и 87-ият епископ на Страсбург (1663 – 1682), абат на манастир Мурбах (1663 – 1682) и също премиер-министър на Курфюрство Кьолн, немски и френски държавен деятел и дипломат.

## Живот
Той е третият син на имперския княз Егон VIII фон Фюрстенберг-Хайлигенберг (1588 – 1635) и съпругата му графиня Анна Мария фон Хоенцолерн-Хехинген (1603 – 1652), дъщеря на княз Йохан Георг I фон Хоенцолерн-Хехинген († 1623) и графиня Франциска фон Залм-Ньофвил († 1619). Брат е на Фердинанд Фридрих фон Фюрстенберг (1623 – 1662), граф на Фюрстенберг, Леополд Лудвиг Егон (1624 – убит 1639), Херман Егон фон Фюрстенберг (1627 – 1674), кардинал Вилхелм Егон (1629 – 1704), епископ на Страсбург (1682 – 1704), и Ернст Егон (1631 – 1652, убит при Етамп).
Франц Егон е още като дете приятел с баварския принц Максимилиан Хайнрих Баварски и е в неговата компания. През 1634 г. той служи в катедралата на Кьолн. През 1644 г. е суб-дякон и домхер на „Св. Гереон“ в Кьолн, и по-късно и каноник в Хилдесхайм. От 1650 г. е първи министър в Кур-Кьолн, 1652 г. също таен съветник в Княжеско епископство Лиеж. От 1653 г. е пропст на „Св. Гереон“ в Кьолн, домхер в Минден, Страсбург и Лиеж, малко след това и каноник в манастир Мария, 1655 г. домдехант в Кьолн. През 1660 г. той е домхер в Шпайер и княз-абат в Щабло-Малмеди. На 16 октомври 1660 г. е помазан за свещеник и на 19 януари 1663 г. През 1664 г. той е издигнат на княз и става 1664 г. също княз-абат на Мурбах и Людерс.
Франц Егон играе през 1658 г. заедно с братята си Херман Егон и Вилхелм Егон важна роля при избора на император във Франкфурт. През 1664 г. той заедно с братята му е издигнат на имперски княз. През 1655 г. Франц Егон и Вилхелм Егон оставят техния дял от наследството срещу заплащане на брат им Херман Егон.
Братята Фюрстенберг са много приятелски настроени към французите и дълго време определят политиката в Бон, тогавашния град-резиденция на Кур Кьолн. Известно време той и брат му живеят в Бон. През 1674 г. той отива в Страсбург. С тяхна помощ Луи XIV може да завладее Страсбург. След 1681 г. той се връща в Кьолн с надеждата да стане курфюрст, но е попаднал в немилост при курфюрста. На 1 април 1682 г. Франц Егон умира в Кьолн и е погребан в катедралата. По-малкият му брат Вилхелм Егон го последва като епископ на Страсбург.
Фюстенберг си строи в Мюциг в Елзас един дворец (наричан Château des Rohan) в тогавашния стил барок, който е завършен през 1673 г.